# Grzegorz Karnas
Grzegorz Karnas (ur. w 1972 w Wodzisławiu Śląskim) – wokalista improwizujący, poliglota, blogger, fotograf.

## Życiorys
Urodzony na Górnym Śląsku, pochodzi z rodziny bez akademickich tradycji muzycznych (jego dziadek, Stanisław Paterek, pełnił rolę zapiewajły w oddziale ułanów).
W 1998, w okresie studiów na Akademii Muzycznej w Katowicach (1997–2000), otrzymał II nagrodę na Festiwalu Standardów Jazzowych w Siedlcach i I nagrodę na Międzynarodowych Spotkaniach Wokalistów Jazzowych w Zamościu. Rok później ukazała się jego debiutancka płyta ReinkarnaSja. W tym czasie przez jego zespoły przewinęli się Łukasz Żyta, Krzysztof Dziedzic, Sławomir Kurkiewicz, Michał Miśkiewicz, Robert Kubiszyn, Piotr Wyleżoł, Jacek Niedziela, Tomasz Szukalski, Jerzy Małek, Adam Buczek, Romuald Tyrman (Twarożek), Tomasz Kałwak, Michał Tokaj oraz Adam Kowalewski. W 2004 premierę miała autorska produkcja – płyta Sny. Jej promocja odbyła się w 2005 serią występów w Polsce i krajach ościennych. W 2006 ukazały się Ballady na Koniec Świata (rezultat współpracy z żorskim wiolonczelistą Adamem Olesiem w latach 2004–2005), a Karnas koncertował w Polsce, Rumunii, Niemczech oraz zdobył pierwszą nagrodę w międzynarodowym konkursie wokalistów jazzowych Young Jazz Singers Competition Brussels w Belgii. W sierpniu 2007 otrzymał grand prix międzynarodowego konkursu Crest Jazz Vocal we Francji. Działalność koncertowa jego kwartetu nabrała rozpędu (klubowe oraz festiwalowe koncerty w Niemczech, Belgii, Francji, Portugalii, Mołdawii, Norwegii, Azerbejdżanie, Wielkiej Brytanii, Chinach). W 2009 Karnas podpisał umowę ze słowacką wytwórnią Hevhetia, a w 2011 z węgierską wytwórnią BMC Records. Ukazały się kolejno albumy: Karnas wydany nakładem Hevhetii oraz koncertowa płyta Audio Beads wydana przez BMC Records, uznana przez frakcję polskiej, niezależnej prasy jazzowej za jeden z najlepszych albumów 2012. W 2015 nakładem BMC Records ukazała się jego kolejna koncertowa płyta – Vanga, a latem 2017 miała miejsce premiera dwupłytowego wydawnictwa Hevhetii (CD/DVD) Power Kiss.
Karnas jest inicjatorem oraz dyrektorem artystycznym Międzykulturowych Spotkań Muzyki, Kreatywności i Ekspresji – Voicingers.

## Nagrody
- II nagroda na Festiwalu Standardów Jazzowych w Siedlcach 1998 (jako leader zespołu No Offence)
- I nagroda w Międzynarodowym Konkursie Wokalistów Jazzowych Zamość 1998
- I nagroda w Young Jazz Singers Competition Bruxelles 2006 (Belgia)[9]
- I nagroda w międzynarodowym konkursie wokalistów jazzowych Crest Jazz Vocal 2007 (Francja)[10]
- I Nagroda w międzynarodowym konkursie fotograficznym Pink Lady w kategorii Politics Of Food, Londyn, Wielka Brytania, 2018[11]

## Dyskografia
- 2000 – Reinkarnasja (Not Two); Tomasz Szukalski, Sławomir Kurkiewicz(inne języki), Piotr Wyleżoł, Krzysztof Dziedzic oraz Michał Tokaj, Andrzej Cudzich, Adam Czerwiński[1]
- 2004 – Sny (DeBies); Tomasz Szukalski, Robert Kubiszyn, Michał Tokaj, Sebastian Frankiewicz, Jerzy Małek, Bogusz Wekka[12][2]
- 2006 – Ballady na Koniec Świata (Ninth Floor Production); Adam Oleś, Radosław Nowicki, Tomasz Kałwak, Michał Tokaj, Bogusz Wekka[3]
- 2011 – Karnas (Hevhetia); Michał Tokaj, Adam Oleś, Michał Jaros i Sebastian Frankiewicz[13][6]
- 2012 – Audio Beads (BMC Records); Miklós Lukács(inne języki), Michał Miśkiewicz i Adam Oleś[14][7]
- 2014 – Vanga (BMC Records); Miklós Lukács, Sebastian Frankiewicz i Michał Jaros[15][16]
- 2017 – Power Kiss (Hevhetia); Elchin Shirinov, Alan Wykpisz i Grzegorz Masłowski[17][18]

### Z udziałem Grzegorza Karnasa
- 2008 – Yvonne Sanchez My Graden (Warner music)[19]
- 2012 – Jazz City Choir Jazz City Choir[20]
- 2012 – Jihye Lee Goblin Bee (Hevhetia)[21]
- 2012 – Maria Guraievska Water Nymphs solo gitarowe na jedenaście (Hevhetia)[22]
- 2012 – Edilson Sanchez Domingo (Hevhetia)